# Сучасні дослідження з німецької історії (журнал)
«Сучасні дослідження з німецької історії» (англ. Modern Studies in German History, нім. Moderne Forschungen zur deutschen Geschichte) — науковий журнал, заснований у 1973 році на кафедрі всесвітньої історії Дніпровського національного університету імені Олеся Гончара. Журнал спеціалізується на висвітленні питань історії Німеччини, німецькомовних діаспор, українсько-німецьких зв’язках, а також на історії історичної германістики.
В різні часи мав назви «Вопросы германской истории и историографии», «Вопросы германской истории исследования по истории русско-германских отношений», «Историография русско-германских отношений нового и новейшего времени», «Вопросы германской истории», «Питання німецької історії».

## Історія
Журнал був започаткований як видання кафедри всесвітньої історії, більшість членів якої спеціалізувалися на вивчені історії Німеччини. Ініціатором його створення виступив завідувач кафедри Анатолій Зав'ялов, який і визначив напрямок досліджень історії німецького робітничого руху. Перші випуски мали тематичний характер і висвітлювали питання політичної, економічної та інтелектуальної історії Німеччини. У 1977 році видання набуло статусу міжвузівського, що сприяло зростанню його наукового авторитету.
У різні періоди своєї історії журнал фокусувався на таких темах:
- історія політичних і соціальних рухів у Німеччині;
- німецька діаспора в Україні, зокрема дослідження менонітських колоній;
- історіографія та джерелознавство німецької історії.

У 1990-х роках журнал значно розширив свою тематику, включивши дослідження історії німецькомовних діаспор у контексті української історії. З 1997 року при кафедрі всесвітньої історії діє Інститут українсько-німецьких наукових досліджень, який до 2017 року очолювала Світлана Бобилєва. З 2017 року керівником інституту є Наталія Венгер.
Завдяки міжнародним конференціям та співпраці з істориками з різних країн, журнал став авторитетною платформою для германістів. Серед ключових подій, організованих Дніпровським національним університетом та зарубіжними партнерами, варто відзначити міжнародну конференцію «Німці в Україні» (1995), матеріали якої були опубліковані в окремому випуску журналу. У 2007 році університет організував масштабну міжнародну конференцію «Німці України та Росії в конфліктах і компромісах ХІХ–ХХ ст.», результати якої увійшли до двотомного збірника, виданого того ж року.
Довгий час головним редактором журналу була професорка Світлана Бобилєва. У 2017 році редакцію очолила професорка Наталія Венгер, до якої згодом приєднався професор Сергій Троян.
У 2014 році Інститут українсько-німецьких історичних досліджень під керівництвом професорки Світлани Бобилєвої та кафедра всесвітньої історії на чолі з професоркою Наталією Венгер готували велику міжнародну конференцію, присвячену сторіччю початку Першої світової війни. Незважаючи на анексію Криму та військову агресію Росії проти України, яка змусила більшість закордонних учасників відмовитися від участі в очному форматі, конференція відбулася дистанційно. Доповіді учасників були опубліковані в випусках журналу за 2014 і 2015 роки.

## Дослідження історії німецькомовних діаспор

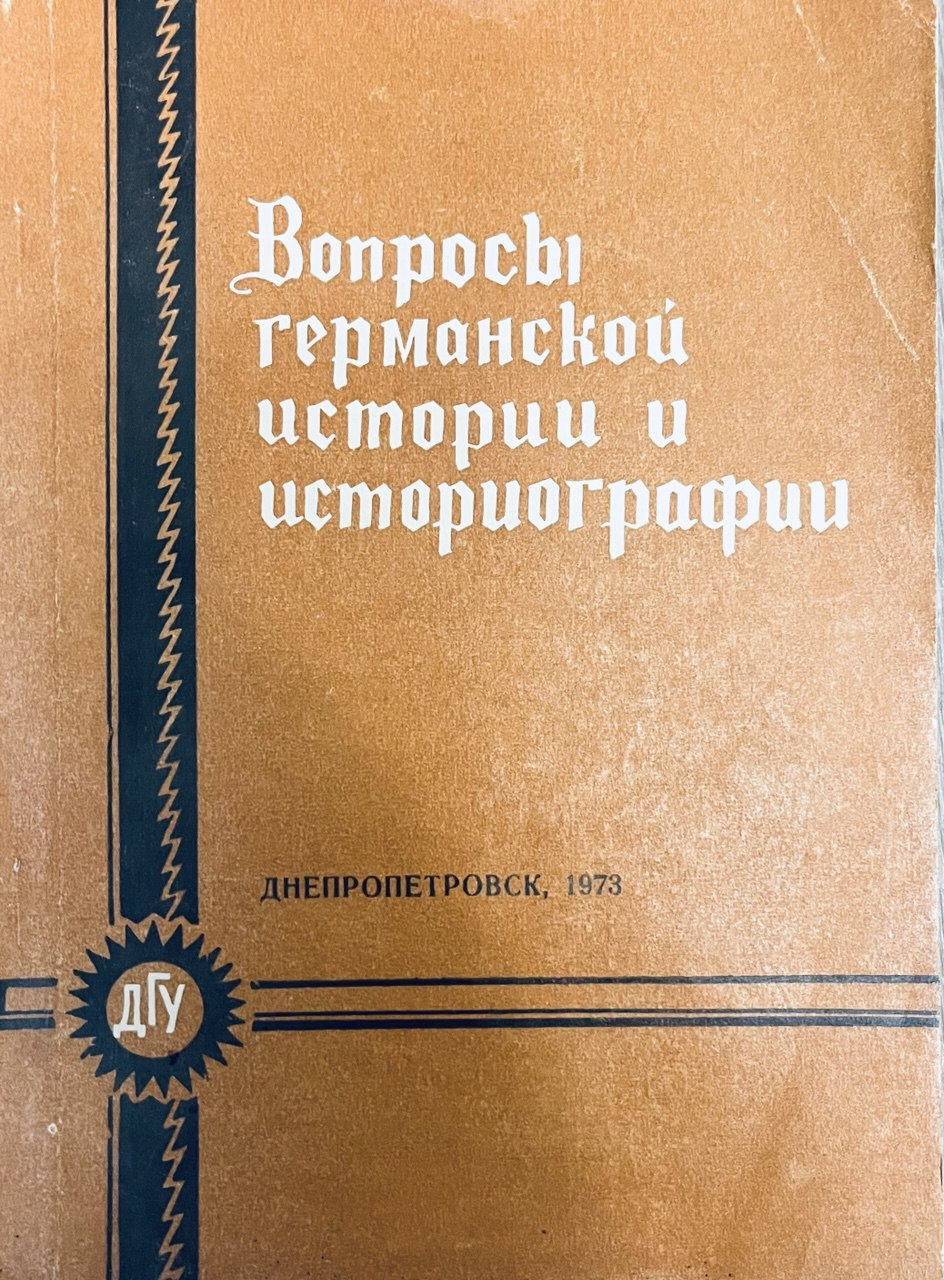
Обкладинка першого випуску журналу "Питання германської історії та історіографії", 1973 рік

Після падіння Берлінського муру та краху соціалістичного табору радянська, а згодом і пострадянська германістика зіткнулася з глибокою методологічною кризою. За ініціативи молодого завідувача кафедри всесвітньої історії Сергія Плохія дослідницький фокус було змінено: замість історії Німецької Демократичної Республіки почали вивчати історію німецьких та німецькомовних колоній. Ця зміна тематики дозволила вченим кафедри інтегруватися до міжнародної спільноти дослідників німецьких діаспор, а журнал став міжнародним майданчиком для обміну думками з цієї проблематики.
На сторінках журналу почали публікуватися дослідження істориків із країн колишнього СРСР, Німеччини, США, Канади, Швеції та інших держав. Перший спеціальний випуск, присвячений німецьким колоніям, був підготовлений кафедрою у 1992 році, однак через фінансові труднощі його було опубліковано лише у 1995 році. У цьому випуску зібрано статті, що висвітлювали історію менонітських та німецьких поселень в Україні, їхню соціально-економічну організацію, культурний внесок і взаємодію з іншими етнічними громадами.